# Evelyn Nesbit
Evelyn Nesbit (25 de diciembre de 1884 – 17 de enero de 1967) fue una actriz, modelo artística y corista estadounidense, célebre por su implicación en el asesinato de su abusador, el arquitecto Stanford White, por su primer marido, Harry Kendall Thaw.

## Primeros años
Su verdadero nombre era Florence Evelyn Nesbit, y nació en Tarentum, Pennsylvania. Tenía un hermano menor, Howard.
La familia Nesbit se mudó a Pittsburg, Pennsylvania, hacia 1893, siendo Evelyn todavía escolar. Su padre, un abogado llamado Winfield Scott Nesbit, falleció ese año dejando deudas importantes, y convirtiendo a su mujer y sus dos hijos en unos indigentes. Durante años la familia vivió en un estado de casi total pobreza, pero cuando Evelyn llegó a la adolescencia, su belleza llamó la atención de varios artistas locales, entre ellos John Storm, con lo cual fue capaz de encontrar trabajo como modelo artístico.

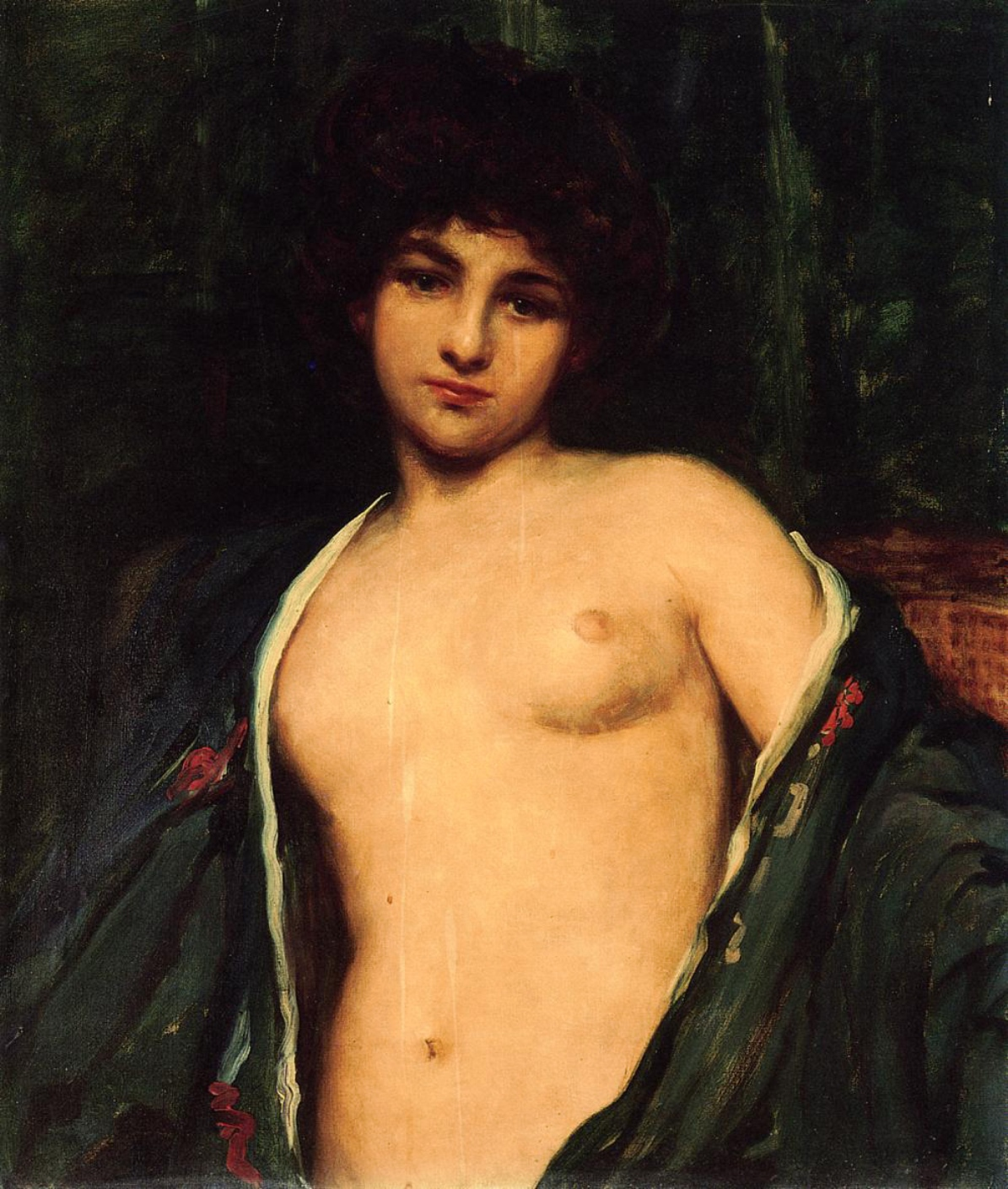
Retrato de Evelyn Nesbit, pintura de James Carroll Beckwith.

## Carrera como modelo

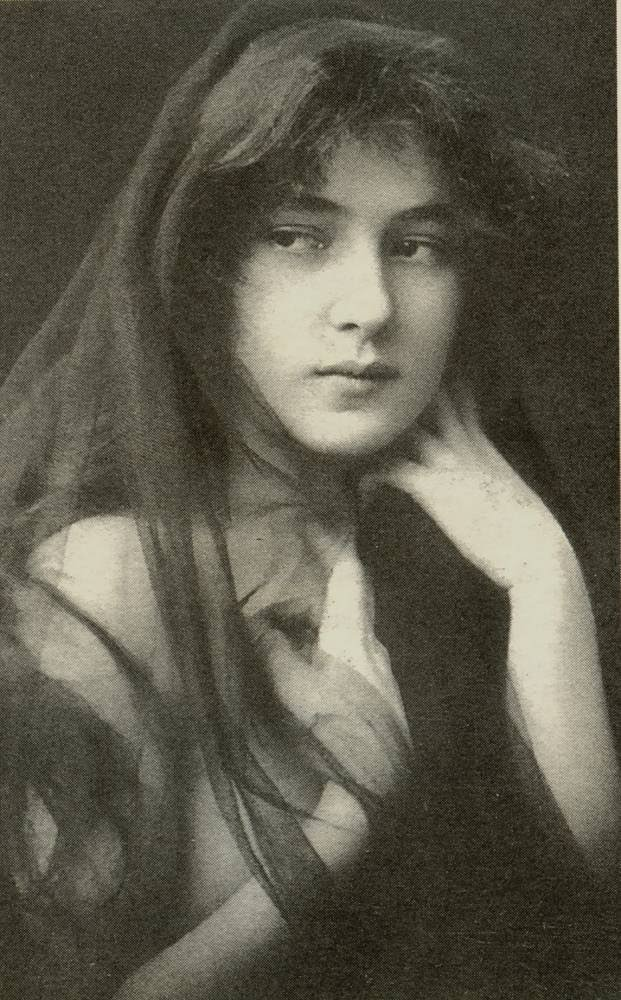
Retrato en blanco y negro de Evelyn Nesbit a los 16 años, 1900.

En 1901, cuando Nesbit tenía dieciséis años, se mudó con su madre a un pequeño alojamiento en la ciudad de Nueva York. Su madre no encontraba trabajo, y tras varias semanas la persuadió para trabajar de nuevo como modelo. Usando una carta de presentación de un artista de Filadelfia, Nesbit conoció y posó para James Carroll Beckwith, quien le presentó otros artistas neoyorquinos. Pronto trabajó como modelo para Frederick Stuart Church, Herbert Morgan, Gertrude Käsebier, Carl Blenner y Rudolf Eickemeyer, Jr.
Finalmente, Evelyn se convirtió en una de las modelos más solicitadas de Nueva York. El escultor George Grey Barnard talló su famoso estudio "Innocence", actualmente expuesto en el Museo Metropolitano de Arte, posando Nesbit. Charles Dana Gibson, uno de los artistas estadounidenses más famosos de la época, hizo un dibujo de Evelyn que tituló "The Eternal Question". Con esta obra, una de las más conocidas de Gibson, Nesbit entró a formar parte de las famosas "Chicas de Gibson".
El trabajo para la fotografía de modas, muy popular gracias a la prensa escrita, fue aún más lucrativo para Nesbit. El fotógrafo Joel Feder le pagaría el equivalente a 200 dólares actuales al día, con lo cual ganó suficiente dinero para poder sostener económicamente a su familia.

## Relaciones

### Stanford White
Siendo corista en Broadway en 1901, Edna Goodrich, miembro junto a Nesbit de la compañía que interpretaba "Florodora" en el Casino Theatre, le presentó al famoso arquitecto Stanford White. White, un conocido mujeriego (y depredador sexual), tenía entonces 47 años de edad, y Nesbit 16.
Tras un cierto tiempo de amistad, White abusaría sexualmente a Nesbit en el apartamento que el arquitecto poseía en Nueva York. Nesbit y White acabarían teniendo relaciones sexuales "consensuadas" dentro de un contexto de manipulación, trauma y total desequilibrio de poder. 
Más adelante, Nesbit relató la historia al millonario Harry Thaw, el cual quería casarse con ella, aunque la modelo le rechazaba. Al final de su vida Nesbit afirmaba que el carismático Stanford White era el único hombre al que había amado.

### John Barrymore
A partir de 1901 John Barrymore empezó a cortejar a Nesbit. Barrymore la conoció tras asistir a una interpretación de The Florodora Girls. Barrymore tenía entonces 19 años y era considerado demasiado pobre por la madre de Nesbit. Aun así, entre 1902 y 1903, Nesbit quedó embarazada de Barrymore en dos ocasiones. White, todavía una gran influencia en la vida de la modelo, la mandó a un internado en Wayne, Nueva Jersey (dirigido por la madre del director Cecil B. DeMille), en parte para apartarla de John Barrymore y en parte para facilitar que abortara. A pesar de todo, Barrymore propuso matrimonio a Nesbit, pero ella rechazó la oferta.

### Harry Kendall Thaw
Tras Stanford White y John Barrymore, Nesbit tuvo relaciones con un jugador de polo llamado James "Monty" Waterbury (1875-1920) y con el joven editor Robert Joseph Collier.
Posteriormente conoció a Harry Kendall Thaw (1871–1947), hijo de un empresario dedicado al carbón y al ferrocarril. Thaw era muy celoso de Nesbit, y muy obsesivo sobre los detalles de la relación de ella con White. Además, Thaw era adicto a la cocaína y, supuestamente, un sádico. Sin embargo, tras un viaje a Europa, Nesbit finalmente aceptó las repetidas propuestas matrimoniales de Thaw, y la pareja se casó el 4 de abril de 1905.
Nesbit tuvo un hijo, Russell William Thaw, nacido en Berlín, Alemania, en 1910. Notable piloto durante la Segunda Guerra Mundial, de niño actuó junto a su madre en diversos filmes de Hollywood. La identidad de su padre, sin embargo, permanece en duda, aunque Nesbit insistía en que era Harry Kendall Thaw.

## Asesinato de Stanford White
El 25 de junio de 1906, durante la representación en el Madison Square Garden de la obra Mam'zelle Champagne, escrita por Edgar Allan Woolf, Thaw disparó tres veces a White, matándolo en el acto.
Thaw fue internado en el Matteawan State Hospital for the Criminally Insane de Beacon, Nueva York, aunque disfrutó de casi total libertad. Incluso intentó escapar en un par de ocasiones a Canadá. En 1915 fue liberado tras considerar que su estado mental era normal.

## Últimos años
En los años posteriores al juicio de su marido, la carrera de Nesbit en el vodevil y en el cine mudo, entre otras actividades, tuvo un éxito escaso, y su vida se vio marcada por varios intentos de suicidio. En 1914 actuó en el film Threads of Destiny, producido en los estudios Betzwood propiedad de Siegmund Lubin. En 1916, tras divorciarse de Thaw, se casó con su compañero de baile, Jack Clifford (1880-1956). Él la abandonó en 1918, y se divorciaron en 1933.
Evelyn Nesbit vivió varios años en Northfield, Nueva Jersey, superando intentos de suicidio, alcoholismo y adicción a la morfina y, en sus últimos años, dando clases sobre cerámica. Además, fue asesora técnica de la película de 1955 titulada The Girl in the Red Velvet Swing, basada en su vida y en el asesinato perpetrado por su marido. Falleció en una residencia de la tercera edad en Santa Mónica (California) en 1967, a los 82 años de edad. Nesbit fue enterrada en el Cementerio de Holy Cross de Culver City, California.

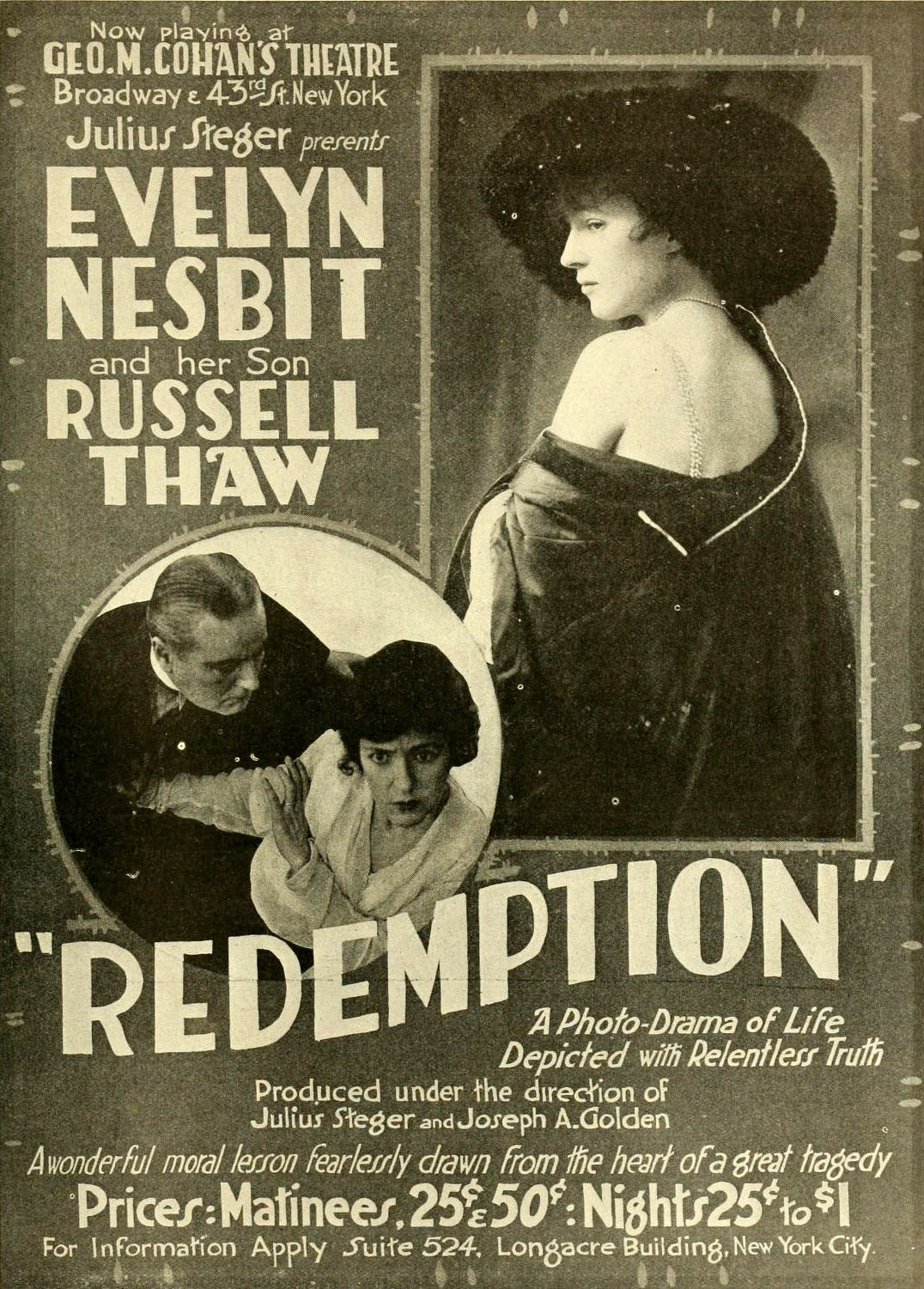
Redemption (1917)
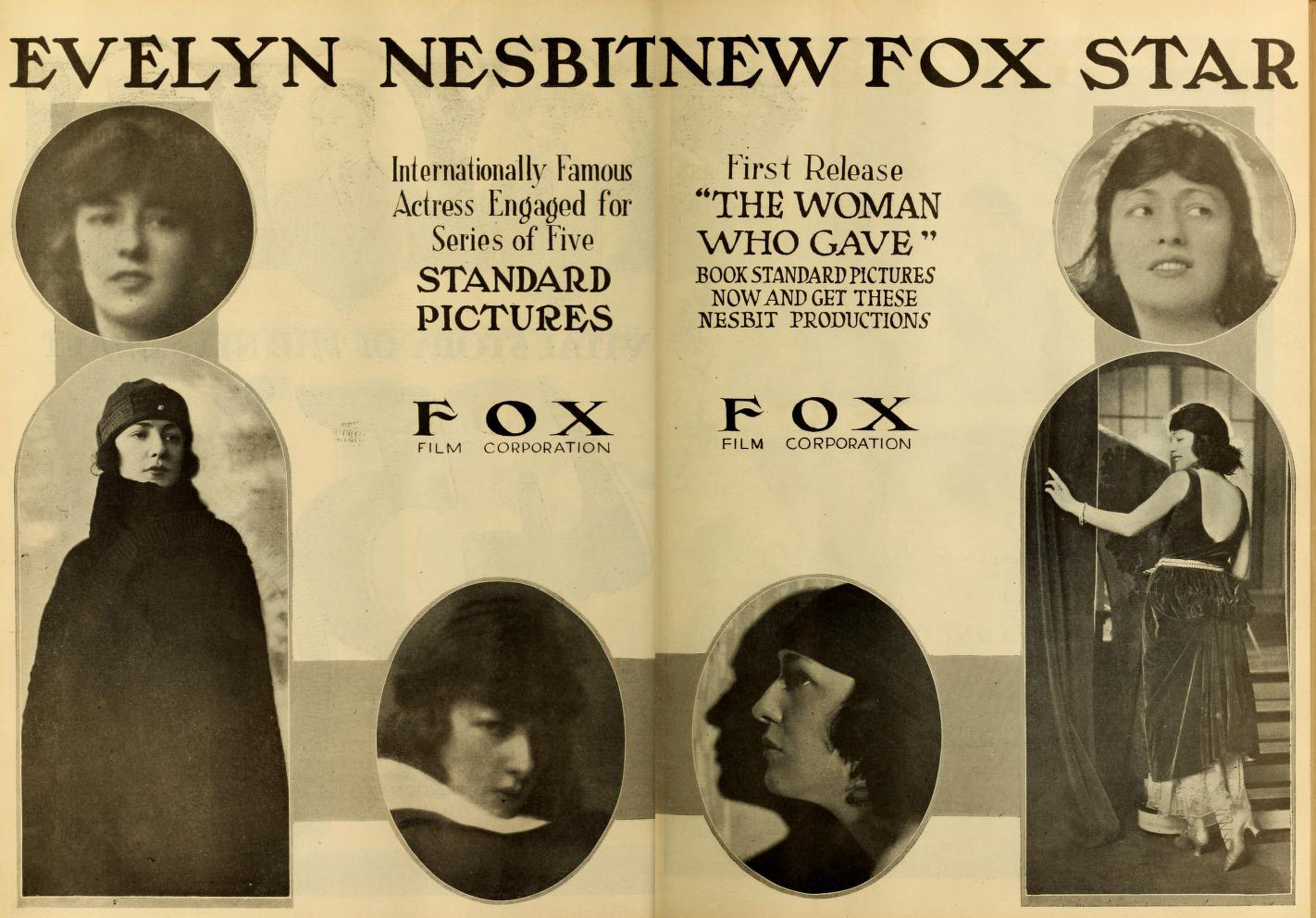
The Woman Who Gave (1918)
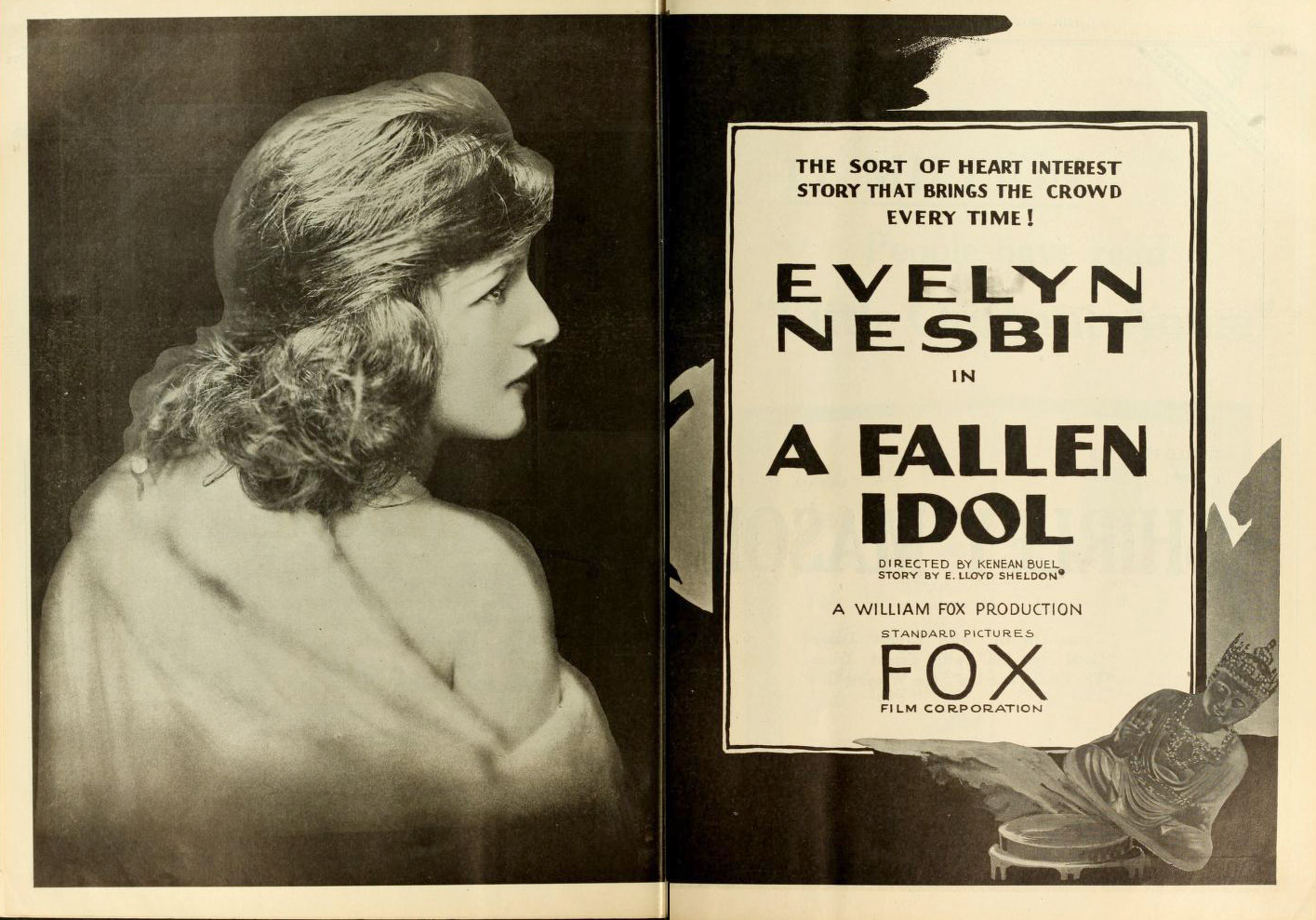
A Fallen Idol (1919)

### Ensayos sobre su vida
- The Architect of Desire - Suzannah Lessard (White's great-granddaughter)
- Glamorous Sinners - Frederick L. Collins
- Evelyn Nesbit and Stanford White: Love and Death in the Gilded Age - Michael Mooney
- The Murder of Stanford White - Gerald Langford
- The Traitor - Harry K. Thaw
- The Girl in the Red Velvet Swing - Charles Samuels
- The Story of my Life - Evelyn Nesbit Thaw - 1914
- Prodigal Days - Evelyn Nesbit Thaw - 1934
- American Eve: Evelyn Nesbit, Stanford White The Birth of the 'It' Girl, and the 'Crime of the Century' - Paula Uruburu - 2008

### Obras de ficción inspiradas en la vida de Nesbit
- The Girl in the Red Velvet Swing (película de 1955)
- La novela de 1975 Ragtime, escrita por E. L. Doctorow, se adaptó en los siguientes trabajos:
  - El film Ragtime.
  - El musical Ragtime.
- Dementia Americana – Un poema de Keith Maillard (1994)
- My Sweetheart's the Man in the Moon – obra de Don Nigro
- La fille coupée en deux (Una chica cortada en dos) – film de Claude Chabrol  (2007)